# Фестивал студентског театра
Фестивал студенстког театра је позоришни фестивал. Организује се једном годишње у Обреновцу средином новембра.

## О Фестивалу
Фестивал је основан 13. новембра 2019. године под окриљем Обреновачког позоришта уз подршку Јавног предузећа СКЦ Обреновац. Пријаве за сам фестивал могу учинити сви глумачки факултети у Србији. Одржан је 2019. и након годину дана паузе због корона вируса, 2021. године. У плану је да се одржава сваке године у новембру месецу.

## Награде
Награде које се додељују су: Награда за најбољу споредну мушку улогу, Награда за најбољу споредну женску улогу, Награда за најбољу мушку улогу, Награда за најбољу женску улогу и за крај Награда за најбољу представу.
Награђени 2019. су: Бранислав Ћалић (Награда за најбољу споредну мушку улогу), Магдалена Мијатовић (Награда за најбољу споредну женску улогу),Стефан Миливојевић (Награда за најбољу мушку улогу), ,,Женидба и удадба" у режији професорке Виде Огњеновић (Награда за најбољу представу).
Награђени 2021. су: Лука Павловић (Награда за најбољу споредну мушку улогу), Теодора Бићанин (Награда за најбољу споредну женску улогу), Немања Церовац (Награда за најбољу мушку улогу), Марија Стефановић (Награда за најбољу женску улогу) и ,,Рибарске свађе" Карла Голдонија у режији професора Милоша Ђорђевића и асистента Тадије Милетића (Награда за најбољу представу).